# Pavel Šulc
Pavel Šulc (ur. 29 grudnia 2000 w Karlowych Warach) – czeski piłkarz grający na pozycji pomocnika w czeskim klubie Viktoria Pilzno oraz reprezentacji Czech. Uczestnik Mistrzostw Europy 2024.